# Lista över politiska partisymboler i Indien
Lista över politiska partisymboler i Indien
Det som följer är en ej komplett lista över de symboler som olika partier använde vid valen till Lok Sabha 2004. Dessa symboler anses som mycket viktiga i Indien, eftersom på sina håll en stor del av valmanskåren är analfabeter, och symbolerna fördelas av Indiens valkommission.

## Partier på unionsnivå
fullständig lista
- Vattenlilja (lotusblomman) - Bharatiya Janata Party
- Majskärve och skära - Communist Party of India
- Hammaren och skäran - Communist Party of India - Marxist
- Hand - Kongresspartiet
- Klocka - Nationalist Congress Party
- Elefant - Bahujan Samaj Party (utom i Assam och Sikkim där vissa delstatliga partier tilldelats denna symbol)

## Partier på delstatsnivå
partiell lista, ordnad efter delstat
- Cykel - Telugu Desam Party (Andhra Pradesh)
- Elefant - Asom Gana Parishad (Assam)
- Pil - Janata Dal (United) (Bihar, Jharkhand, Karnataka, Nagaland)
- Oljelampa - Rashtriya Janata Dal (Bihar, Jharkhand)
- Glasögon - Indian National Lok Dal (Haryana)
- Telefon - Himachal Vikas Congress (Himachal Pradesh)
- Plog - Jammu & Kashmir National Conference (Jammu och Kashmir)
- Bläckhorn och gammaldags bläckpenna - People's Democratic Party (Jammu och Kashmir)
- Pil och båge - Jharkhand Mukti Morcha (Jharkhand)
- Kvinnlig lantbrukare med risskål på huvudet - Janata Dal (Secular) (Karnataka)
- Två blad - Kerala Congress (Mani) (Kerala)
- Stege - Muslim League (Kerala)
- Pil och båge - Shiv Sena (Maharashtra)
- Snäcka - Biju Janata Dal (Odisha)
- Våg - Akali Dal (Punjab)
- Paraply - Sikkim National Front (Sikkim)
- Två blad - All India Anna Dravida Munnetra Kazhagam (Tamil Nadu)
- Soluppgång - Dravida Munnetra Kazhagam (Tamil Nadu)
- Handpump - Rashtriya Lok Dal (Uttar Pradesh)
- Cykel - Samajwadi Party (Uttar Pradesh)
- Lejon -  All India Forward Bloc (Västbengalen)
- Blommor och gräs - Trinamoolkongressen  (Västbengalen)